# 北千束站
北千束站（日语：／ Kita-senzoku eki */?）是位於東京都大田區北千束，屬於東急電鐵大井町線的鐵道車站。車站編號是OM07。

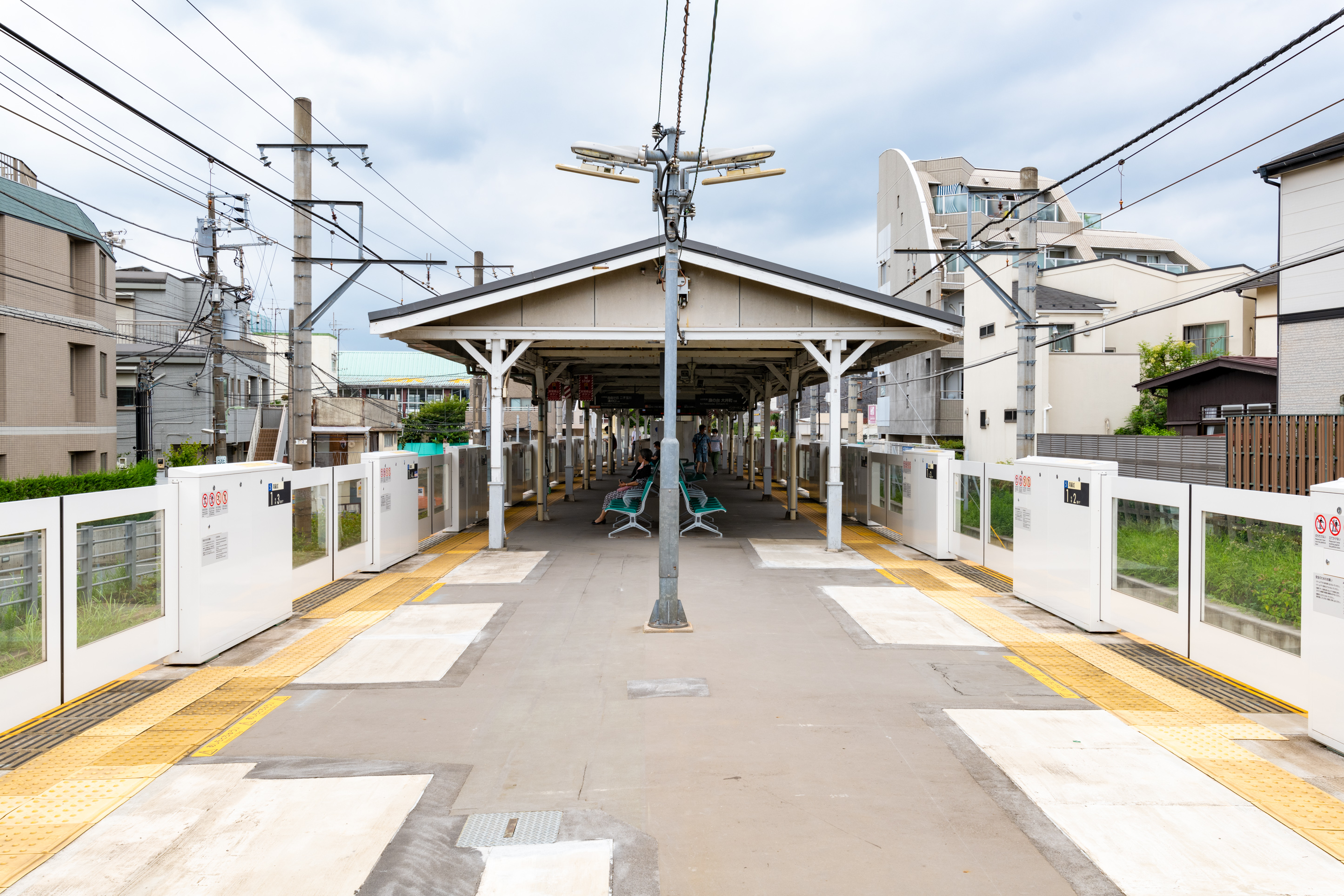
月台(2021年8月)

## 歷史
- 1928年10月10日：以池月站之名開始營運[2]。
- 1930年5月21日：改稱洗足公園站[2]。
- 1936年1月1日：改稱北千束站[2]。

## 構造
本站是地面且部分高架化（大岡山方向）的車站，月台設置為1面2線的島式月台。
| 月台 | 路線     | 方向 | 目的地                             |
| ---- | -------- | ---- | ---------------------------------- |
| 1    | 大井町線 | 下行 | 往大岡山、自由丘、二子玉川、溝之口 |
| 2    | 大井町線 | 上行 | 往旗之台、大井町                   |

（來源：東急電鐵:車站構內圖（页面存档备份，存于））

## 利用狀況
2016年度一日平均上下車人次為7,001人。是大井町線最少上下車人次的車站。
近年1日平均上下、上車人次如下表。
| 年度               | 1日平均 上下車人次 | 1日平均 上車人次 | 來源     |
| ------------------ | ------------------ | ---------------- | -------- |
| 1990年（平成02年） |                    | 4,342            | [ * 1 ]  |
| 1991年（平成03年） |                    | 4,352            | [ * 2 ]  |
| 1992年（平成04年） |                    | 4,288            | [ * 3 ]  |
| 1993年（平成05年） |                    | 4,195            | [ * 4 ]  |
| 1994年（平成06年） |                    | 4,093            | [ * 5 ]  |
| 1995年（平成07年） |                    | 4,055            | [ * 6 ]  |
| 1996年（平成08年） |                    | 4,025            | [ * 7 ]  |
| 1997年（平成09年） |                    | 3,975            | [ * 8 ]  |
| 1998年（平成10年） |                    | 3,921            | [ * 9 ]  |
| 1999年（平成11年） |                    | 3,784            | [ * 10 ] |
| 2000年（平成12年） |                    | 3,652            | [ * 11 ] |
| 2001年（平成13年） |                    | 3,483            | [ * 12 ] |
| 2002年（平成14年） |                    | 3,463            | [ * 13 ] |
| 2003年（平成15年） | 7,072              | 3,590            | [ * 14 ] |
| 2004年（平成16年） | 7,190              | 3,699            | [ * 15 ] |
| 2005年（平成17年） | 7,077              | 3,624            | [ * 16 ] |
| 2006年（平成18年） | 7,065              | 3,614            | [ * 17 ] |
| 2007年（平成19年） | 7,144              | 3,634            | [ * 18 ] |
| 2008年（平成20年） | 6,819              | 3,466            | [ * 19 ] |
| 2009年（平成21年） | 6,695              | 3,389            | [ * 20 ] |
| 2010年（平成22年） | 6,702              |                  | [ * 21 ] |
| 2011年（平成23年） | 6,681              |                  | [ * 22 ] |
| 2012年（平成24年） | 6,829              |                  | [ * 23 ] |
| 2013年（平成25年） | 6,983              |                  | [ * 24 ] |
| 2014年（平成26年） | 6,821              |                  | [ * 25 ] |
| 2015年（平成27年） | 6,966              |                  |          |
| 2016年（平成28年） | 7,001              |                  |          |

## 周邊
- 昭和大學（日语：昭和大学）洗足校區
  - 昭和大學齒科醫院
- 環狀七號線（環七通）
- 洗足站
- 洗足池（日语：洗足池）
- 大田區立赤松小學校
- 大田區千束特別出張所
- 大田北千束郵便局
- My Basket（日语：まいばすけっと）北千束站前店

## 可供轉乘的巴士路線
距離本站最近的巴士停靠站為「北千束二丁目」。
東急巴士
- <森91> 往新代田站前（行經洗足站入口、野澤龍雲寺、 若林站前，部分班次只行駛到駒留）
- <森91> 往大森操車場（行經長原、馬込站前、大森站前）

## 名稱由來
站名取自車站所在地的大田區北千束。北千束的「千束」與相鄰的目黑區「洗足」淵源相同。
原站名「池月」則是取自源賴朝在洗足池畔發現一匹馬宛如倒映池面的月亮，將之命名為「池月」的池月傳說。

## 相鄰車站
東急電鐵
 大井町線
■急行
通過
□各站停車（通過二子新地、高津）、■各站停車（停靠二子新地、高津）
旗之台（OM06）－北千束（OM07）－大岡山（OM08）

## 延伸閱讀
- 宮田道一. . JTBパブリッシング. 2008-09-01. ISBN 9784533071669.

## 外部連結
- 北千束（各站資訊） - 東急電鐵（日語）